# 格里戈里奧波爾

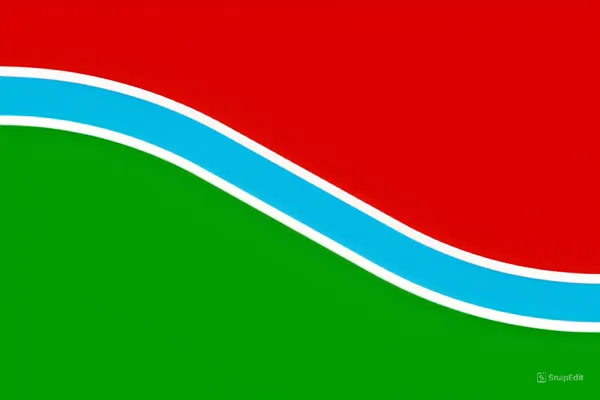
市旗

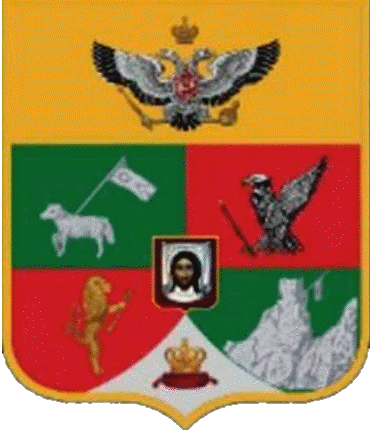
徽章

格里戈里奧波爾（羅馬尼亞語：Grigoriopol，發音：[ɡriɡoriˈopol]）是摩爾多瓦或德涅斯特河沿岸的城市，位於該國東部德涅斯特河左岸，距離蒂拉斯波爾45公里，海拔高度15米，2010年人口8,150。

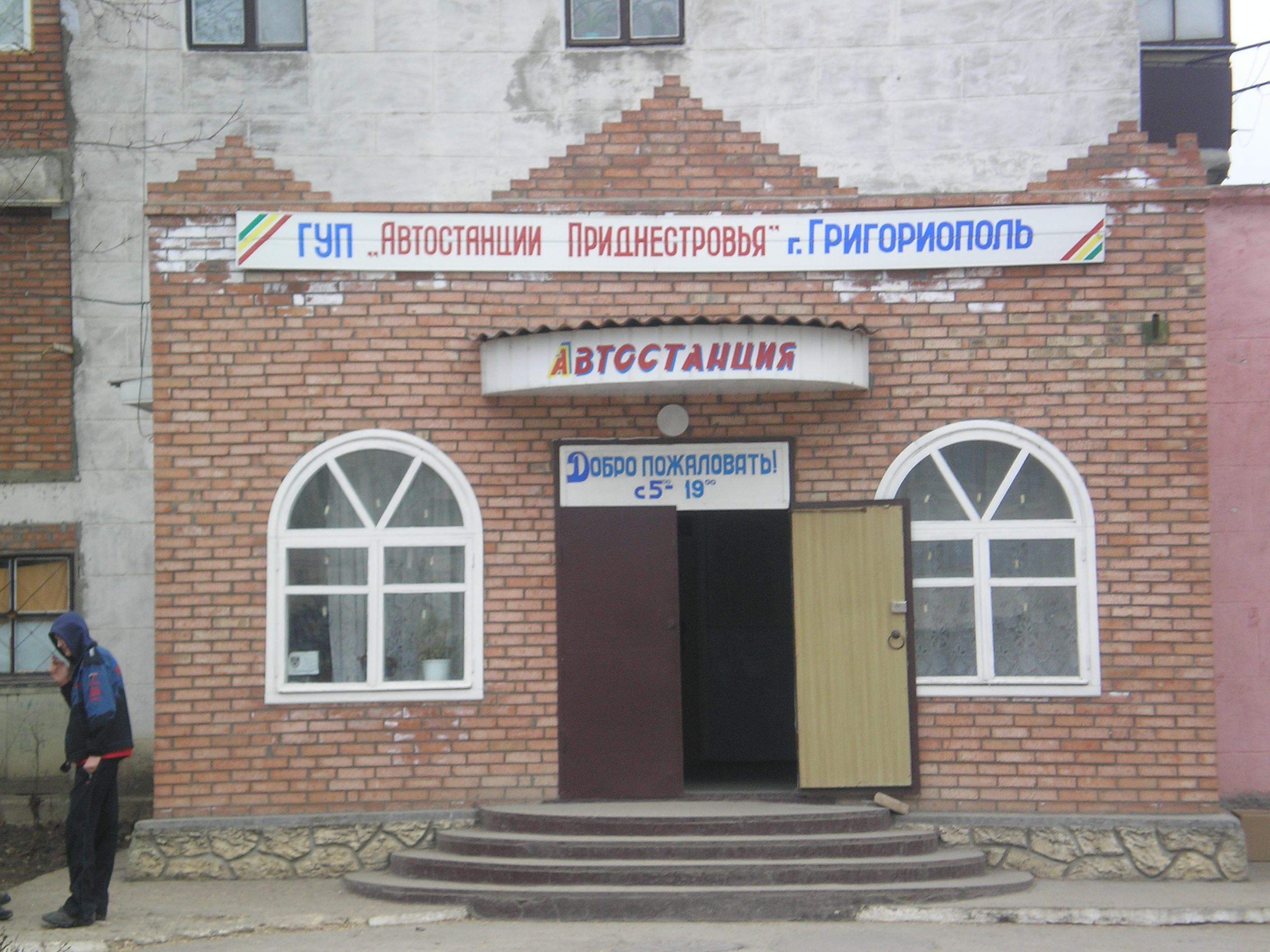
巴士站

## 外部連結
- （波兰語） Grigoriopol in the Geographical Dictionary of the Kingdom of Poland (1881)
- Grigoriopol, the Armenian colony （页面存档备份，存于）
- Grigoriopol （页面存档备份，存于）

47°09′13″N 29°17′47″E / 47.1536°N 29.2964°E